# Karl Göbel (Politiker)
Karl Göbel (* 5. Oktober 1936 in Hütting (heute Rennertshofen); † 24. Februar 2017) war ein deutscher Politiker (CDU).

## Leben und Beruf
Nach dem Volksschulabschluss 1950 in Hütting absolvierte Karl Göbel eine Ausbildung zum Landwirt und besuchte eine Fachschule für Landwirtschaft. 1959 wurde er Dipl.-Ing. (FH) Fachrichtung Landbau. Danach arbeitete er bei der Bayerischen Landessaatzuchtanstalt Weihenstephan und war von 1962 bis 1968 Bildungsreferent beim Bauernverband Württemberg-Baden. Von 1968 bis 1994 war er Geschäftsführer des Bauernverbands Ulm. Bis 2003 war er Präsident des Verbands für Fischerei und Gewässerschutz in Baden-Württemberg. Göbel war verheiratet und hatte drei Kinder.
Karl Göbel wurde 2001 mit dem Bundesverdienstkreuz 1. Klasse ausgezeichnet.

## Politik
Von 1984 bis 2001 war Göbel insgesamt vier Legislaturperioden Abgeordneter des Landtags von Baden-Württemberg. Er vertrat den Wahlkreis 64 (Ulm) und war energie- und wirtschaftspolitischer Sprecher der CDU-Landtagsfraktion.